# Marcos Rocha
Marcos Luis Rocha Aquino (Sete Lagoas, 11 december 1988) is een Braziliaans voetballer die doorgaans speelt als rechtsback. In januari 2019 verruilde hij Atlético Mineiro voor Palmeiras. Rocha maakte in 2013 zijn debuut in het Braziliaans voetbalelftal.

## Clubcarrière
Marcos Rocha speelde al in de jeugdopleiding van Atlético Mineiro. De rechtsback speelde voor twee clubs op huurbasis, namelijk Uberlândia en CRB. Op 16 mei 2009 mocht hij debuteren in het eerste elftal van Atlético Mineiro, toen er met 2–1 werd gewonnen van Grêmio. Het eerste doelpunt van Marcos Rocha in dienst van Galo viel op 20 augustus 2009. Er werd die dag met 2–2 gelijkgespeeld tegen Avaí. In 2010 werd Rocha nog tweemaal verhuurd, namelijk aan Ponte Preta en América Mineiro. Na zijn terugkeer in Belo Horizonte kreeg Marcos Rocha weer een basisplaats. In januari 2018 werd hij voor het restant van het jaar verhuurd aan Palmeiras. Na deze verhuurperiode nam Palmeiras de vleugelverdediger definitief over.

## Interlandcarrière
In 2013 maakte Rocha zijn debuut in het Braziliaans voetbalelftal. Op 25 april speelde hij met de Seleção thuis tegen Chili (2–2 gelijkspel). Bondscoach Luiz Felipe Scolari liet hem in de tweede helft invallen voor Jean. Op 7 september kwam Marcos Rocha opnieuw uit voor Brazilië: thuis tegen Australië viel hij een kwartier voor tijd in voor Maicon.
| Interlands van Marcos Rocha voor Brazilië | Interlands van Marcos Rocha voor Brazilië | Interlands van Marcos Rocha voor Brazilië | Interlands van Marcos Rocha voor Brazilië | Interlands van Marcos Rocha voor Brazilië | Interlands van Marcos Rocha voor Brazilië | Interlands van Marcos Rocha voor Brazilië |
| №                                         | Datum                                     | Wedstrijd                                 | Uitslag                                   | Competitie                                | Goals                                     |                                           |
| Als speler bij Atlético Mineiro           | Als speler bij Atlético Mineiro           | Als speler bij Atlético Mineiro           | Als speler bij Atlético Mineiro           | Als speler bij Atlético Mineiro           | Als speler bij Atlético Mineiro           | Als speler bij Atlético Mineiro           |
| ----------------------------------------- | ----------------------------------------- | ----------------------------------------- | ----------------------------------------- | ----------------------------------------- | ----------------------------------------- | ----------------------------------------- |
| 1                                         | 25 april 2013                             | Brazilië – Chili                          | 2 – 2                                     | Vriendschappelijk                         |                                           |                                           |
| 2                                         | 7 september 2013                          | Brazilië – Australië                      | 6 – 0                                     | Vriendschappelijk                         |                                           |                                           |

## Erelijst
| Competitie          |                  |                        |                  |                  |
| Competitie          | Aantal           | Jaren                  |                  |                  |
| Atlético Mineiro    | Atlético Mineiro | Atlético Mineiro       | Atlético Mineiro | Atlético Mineiro |
| ------------------- | ---------------- | ---------------------- | ---------------- | ---------------- |
| Campeonato Mineiro  | 4                | 2012, 2013, 2015, 2017 |                  |                  |
| Copa do Brasil      | 1                | 2014                   |                  |                  |
| Copa Libertadores   | 1                | 2013                   |                  |                  |
| Recopa Sudamericana | 1                | 2014                   |                  |                  |
| Palmeiras           |                  |                        |                  |                  |
| Série A             | 2                | 2018, 2022             |                  |                  |
| Campeonato Paulista | 3                | 2020, 2022, 2023       |                  |                  |
| Copa do Brasil      | 1                | 2020                   |                  |                  |
| Supercopa do Brasil | 1                | 2023                   |                  |                  |
| Copa Libertadores   | 2                | 2020, 2021             |                  |                  |
| Recopa Sudamericana | 1                | 2022                   |                  |                  |